# U-19-Fußball-Europameisterschaft der Frauen 2025
Die U-19-Fußball-Europameisterschaft der Frauen 2025 (offiziell 2025 UEFA Women's Under-19 Championship, polnisch Mistrzostwa Europy U-19 w Piłce Nożnej Kobiet 2025) ist die 25. Ausspielung dieses Wettbewerbs für Fußballspielerinnen unter 19 Jahren (Stichtag: 1. Januar 2006). Zunächst erhielt am 19. April 2021 Belarus den Zuschlag für das Turnier. Durch die Verwicklungen in den russischen Überfall auf die Ukraine 2022 wurde Belarus die Austragung entzogen. Das UEFA Executive Committee wählte am 28. Juni 2023 im schweizerischen Nyon Polen als neuen Gastgeber aus. Für das Land ist es die erste Austragung eines UEFA-Frauenturniers. Die U-19-Fußball-Europameisterschaft dient auch als Qualifikation zur U-20-Fußball-Weltmeisterschaft der Frauen 2026, die ebenfalls in Polen stattfinden. 2024 gewann Spanien seinen sechsten Titel bei einer U-19-Fußball-EM der Frauen. Aus den letzten sechs U-19-Fußball-Europameisterschaften seit 2017 gingen fünf Mal die Spanierinnen als Sieger hervor. 2019 schied man gegen Frankreich im Halbfinale aus.
Die Endrunde wird zum 22. Mal in Folge mit acht Mannschaften ausgetragen, welche zuerst in zwei Gruppen zu je vier Mannschaften und danach im K.-o.-System aufeinander treffen.

## Qualifikation
52 der 55 Mitgliedsländer der UEFA meldeten für die Qualifikation. Die 52 Mannschaften wurden basierend auf den Abschlusstabellen der zweiten Qualifikationsrunde 2024 auf zwei Ligen A und B aufgeteilt, wobei Mannschaften, die nicht an der EM-Qualifikation 2024 teilgenommen hatten, automatisch dem letzten Platz der Liga B zugewiesen wurden. In jeder Liga spielen vier Mannschaften jeweils ein Miniturnier aus. Die letztplatzierten Mannschaften der Liga A steigen ab und spielen in der 2. Runde in Liga B, die Sieger sowie der beste Zweitplatzierte der Gruppe B steigen auf und spielen in der 2. Runde in Liga A. Die sieben Gruppensieger der Liga A qualifizieren sich für die Endrunde in Polen.

### Erste Qualifikationsrunde
In der ersten Qualifikationsrunde wurden die 52 teilnehmenden Mannschaften auf insgesamt sieben Gruppen zu je vier Mannschaften in Liga A (Gruppen A1 bis A7) und sechs Gruppen zu fünfmal vier und einmal drei Mannschaften in Liga B (B1 bis B6) aufgeteilt, basierend auf den Abschlusstabellen aus dem Vorjahr. Polen ist als Gastgeber zwar automatisch für die Endrunde qualifiziert, nimmt aber dennoch am Qualifikationsturnier teil. Die Auslosung der Gruppen fand am 7. Juni 2024 in Nyon statt. Die Miniturniere wurden jeweils im Land eines der vier Gruppenteilnehmer zwischen dem 26. November und 3. Dezember 2024 ausgetragen.
Die Auslosung ergab folgende Gruppen:

#### Liga A
| Pos. | Gruppe A1     | Gruppe A2      | Gruppe A3   | Gruppe A4 | Gruppe A5  | Gruppe A6  | Gruppe A7   |
| ---- | ------------- | -------------- | ----------- | --------- | ---------- | ---------- | ----------- |
| 1.   | Deutschland G | Frankreich     | Norwegen    | Italien   | Österreich | Spanien G  | Niederlande |
| 2.   | Dänemark      | Portugal G     | Irland      | Polen G   | Tschechien | Belgien    | Schweden    |
| 3.   | Griechenland  | Slowakei       | Finnland    | England   | Serbien G  | Island     | Schottland  |
| 4.   | Kosovo        | Nordmazedonien | Bulgarien G | Türkei    | Färöer     | Nordirland | Ungarn G    |

#### Liga B
| Pos. | Gruppe B1  | Gruppe B2     | Gruppe B3                 | Gruppe B4  | Gruppe B5     | Gruppe B6  |
| ---- | ---------- | ------------- | ------------------------- | ---------- | ------------- | ---------- |
| 1.   | Belarus    | Rumänien G    | Wales                     | Slowenien  | Schweiz       | Ukraine    |
| 2.   | Albanien G | Lettland      | Georgien                  | Kroatien G | Estland       | Israel 1   |
| 3.   | Montenegro | Kasachstan    | Bosnien und Herzegowina G | Luxemburg  | Zypern G      | Armenien G |
| 4.   | Moldau     | Liechtenstein | Litauen                   | Malta      | Aserbaidschan |            |

### Zweite Qualifikationsrunde
In der zweiten Qualifikationsrunde wurden die 52 teilnehmenden Mannschaften auf die gleichen Gruppen in den Ligen A und B aufgeteilt, diesmal jedoch basierend auf den Abschlusstabellen der ersten Qualifikationsrunde. Die drei erstplatzierten Mannschaften aus den A-Ligen verbleiben in Liga A, die letztplatzierten Mannschaften steigen in Liga B ab. Die bestplatzierten Mannschaften und der beste Gruppenzweite aus Liga B steigen in Liga A auf. Die sieben Gruppensieger der A-Liga qualifizieren sich für die Endrunde in Polen. Die Auslosung der Gruppen fand am 6. Dezember 2024 in Nyon statt. Die Miniturniere wurden jeweils im Land eines der vier Gruppenteilnehmer zwischen dem 18. Februar und 8. April 2025 ausgetragen.
Die Auslosung ergab folgende Gruppen:

#### Liga A
| Pos. | Gruppe A1     | Gruppe A2  | Gruppe A3  | Gruppe A4  | Gruppe A5    | Gruppe A6  | Gruppe A7   |
| ---- | ------------- | ---------- | ---------- | ---------- | ------------ | ---------- | ----------- |
| 1.   | Niederlande G | Portugal G | England G  | Italien G  | Spanien      | Frankreich | Polen G     |
| 2.   | Dänemark      | Norwegen   | Österreich | Schweden 1 | Schweiz      | Wales G    | Deutschland |
| 3.   | Griechenland  | Island     | Belgien    | Belarus    | Schottland G | Irland     | Finnland    |
| 4.   | Rumänien      | Slowenien  | Ukraine    | Slowakei   | Tschechien   | Serbien    | Israel      |

#### Liga B
| Pos. | Gruppe B1     | Gruppe B2 | Gruppe B3  | Gruppe B4     | Gruppe B5      | Gruppe B6               |
| ---- | ------------- | --------- | ---------- | ------------- | -------------- | ----------------------- |
| 1.   | Bulgarien G   | Färöer    | Kosovo     | Nordirland    | Kroatien G     | Türkei                  |
| 2.   | Luxemburg     | Estland   | Lettland   | Montenegro    | Nordmazedonien | Ungarn G                |
| 3.   | Georgien      | Zypern    | Malta G    | Albanien G    | Litauen        | Bosnien und Herzegowina |
| 4.   | Liechtenstein | Moldau G  | Kasachstan | Aserbaidschan | Armenien       |                         |

## Endrunde

### Teilnehmer
Polen ist als Gastgeber qualifiziert.
| Nation      | Vorrunden- gruppe | Teil- nahme | Letzte Teilnahme | Beste Platzierung(en) |
| ----------- | ----------------- | ----------- | ---------------- | --------------------- |
| Frankreich  | A                 | 19.         | 2024             | Europameister (5×)    |
| Italien     | A                 | 9.          | 2022             | Europameister (1×)    |
| Polen       | A                 | 2.          | 2007             | Gruppenphase          |
| Schweden    | A                 | 14.         | 2022             | Europameister (3×)    |
| England     | B                 | 16.         | 2024             | Europameister (1×)    |
| Niederlande | B                 | 13.         | 2024             | Europameister (1×)    |
| Portugal    | B                 | 2.          | 2012             | Halbfinale            |
| Spanien     | B                 | 18.         | 2024             | Europameister (6×)    |

Mittlerweile hat die UEFA auch alle einzelnen Begegnungen zeit- und örtlich festgelegt.

### Spielorte
Das Turnier wird an den vier Spielorten Mielec, Rzeszów, Stalowa Wola und Tarnobrzeg, in der Woiwodschaft Karpatenvorland im Südosten des Landes, stattfinden.
| Mielec |

| Stalowa Wola |

| Rzeszów |

| Tarnobrzeg |

| Mielec |

| Stalowa Wola |

| Rzeszów |

| Tarnobrzeg |

### Auslosung
Die acht teilnehmenden Mannschaften wurden auf zwei Gruppen mit je vier Mannschaften aufgeteilt, wobei Gastgeber Polen als Kopf der Gruppe A gesetzt wurde.

### Vorrunde

#### Modus
Jede Mannschaft spielt gegen jede andere Mannschaft ihrer Gruppe einmal. Ein Sieg ergibt drei Punkte, ein Unentschieden einen Punkt und eine Niederlage null Punkte. Die beiden Erstplatzierten der Gruppe A und B ziehen in das Halbfinale ein. Sollte Polen in Gruppe A den vierten Platz belegen, werden die beiden drittplatzierten Nationen der Gruppen ein Play-off-Spiel um die Teilnahme an der FIFA U-20-Frauen-Weltmeisterschaft austragen.
Artikel 17: Punktegleichheit – Endrunde
17.01
Wenn zwei oder mehr Mannschaften derselben Gruppe nach Abschluss der Gruppenspiele die gleiche Anzahl Punkte aufwiesen, wird die Platzierung nach folgenden Kriterien in dieser Reihenfolge ermittelt:
- Bei Punktegleichheit zwischen zwei oder mehr Mannschaften derselben Gruppe nach Abschluss der Gruppenspiele werden folgende Kriterien in der angegebenen Reihenfolge zur Ermittlung der Platzierung herangezogen:

- a) Höhere Punktzahl in den Gruppenspielen der betreffenden Mannschaften;
- b) Überlegene Tordifferenz in den Gruppenspielen der betreffenden Mannschaften;
- c) Höhere Anzahl erzielter Tore in den Gruppenspielen der betreffenden Mannschaften;
- d) Bestehen die Mannschaften nach Anwendung der Kriterien a) bis c) weiterhin Punktegleichheit, werden die Kriterien a) bis c) erneut ausschließlich auf die Gruppenspiele der verbleibenden Mannschaften angewendet, um deren endgültige Platzierung zu ermitteln. Führt dieses Verfahren zu keiner Entscheidung, werden die Kriterien e) bis h) in der angegebenen Reihenfolge auf die beiden oder mehr noch gleichrangigen Mannschaften angewendet;
- e) Überlegene Tordifferenz in allen Gruppenspielen;
- f) Höhere Anzahl erzielter Tore in allen Gruppenspielen;
- g) Niedrigere Disziplinarpunkte, die ausschließlich auf den Gelben und Roten Karten basieren, die Spieler und Offizielle in allen Gruppenspielen erhalten haben (Rote Karte = 3 Punkte, Gelbe Karte = 1 Punkt, Platzverweis für zwei Gelbe Karten in einem Spiel = 3 Punkte);
- h) Höhere Platzierung in der Koeffizientenrangliste (siehe Anhang A).

17.02
Treffen zwei Mannschaften mit gleicher Punktzahl, gleich vielen Toren und gleicher Torzahl ihr letztes Gruppenspiel gegeneinander und sind am Ende immer noch gleichauf, wird ihre endgültige Platzierung durch Elfmeterschießen ermittelt (siehe Absatz 18.03), sofern keine anderen Mannschaften der Gruppe nach Abschluss aller Gruppenspiele die gleiche Punktzahl haben. Sollten mehr als zwei Mannschaften die gleiche Punktzahl haben, gelten die unter Absatz 17.01 aufgeführten Kriterien.

#### Gruppe A
- Einzug in das Halbfinale

| Pl. | Land       | Sp. | S | U | N | Tore    | Diff. | Punkte |
| --- | ---------- | --- | - | - | - | ------- | ----- | ------ |
| 1.  | Frankreich | 3   | 3 | 0 | 0 | 011:100 | +10   | 09     |
| 2.  | Italien    | 3   | 1 | 1 | 1 | 003:300 | ±0    | 04     |
| 3.  | Polen      | 3   | 1 | 1 | 1 | 006:700 | −1    | 04     |
| 4.  | Schweden   | 3   | 0 | 0 | 3 | 000:900 | −9    | 0      |

|                                                      |   |            |           |
| Sonntag, 15. Juni 2025 um 18:00 Uhr in Stalowa Wola  |   |            |           |
| Polen                                                | – | Italien    | 1:1 (0:0) |
| Sonntag, 15. Juni 2025 um 19:00 Uhr in Rzeszów       |   |            |           |
| Frankreich                                           | – | Schweden   | 3:0 (1:0) |
| Mittwoch, 18. Juni 2025 um 18:00 Uhr in Mielec       |   |            |           |
| Polen                                                | – | Frankreich | 0:6 (0:3) |
| Mittwoch, 18. Juni 2025 um 19:00 Uhr in Stalowa Wola |   |            |           |
| Schweden                                             | – | Italien    | 0:1 (0:1) |
| Samstag, 21. Juni 2025 um 16:00 Uhr in Tarnobrzeg    |   |            |           |
| Schweden                                             | – | Polen      | 0:5 (0:1) |
| Samstag, 21. Juni 2025 um 16:00 Uhr in Rzeszów       |   |            |           |
| Italien                                              | – | Frankreich | 1:2 (0:1) |

#### Gruppe B
- Einzug in das Halbfinale

| Pl. | Land        | Sp. | S | U | N | Tore    | Diff. | Punkte |
| --- | ----------- | --- | - | - | - | ------- | ----- | ------ |
| 1.  | Spanien     | 3   | 2 | 0 | 1 | 003:100 | +2    | 06     |
| 2.  | Portugal    | 3   | 2 | 0 | 1 | 006:300 | +3    | 06     |
| 3.  | England     | 3   | 1 | 0 | 2 | 003:600 | −3    | 03     |
| 4.  | Niederlande | 3   | 1 | 0 | 2 | 002:400 | −2    | 03     |

|                                                     |   |             |           |
| Sonntag, 15. Juni 2025 um 17:00 Uhr in Mielec       |   |             |           |
| Portugal                                            | – | Spanien     | 0:2 (0:1) |
| Sonntag, 15. Juni 2025 um 17:00 Uhr in Tarnobrzeg   |   |             |           |
| England                                             | – | Niederlande | 2:1 (0:1) |
| Mittwoch, 18. Juni 2025 um 17:00 Uhr in Tarnobrzeg  |   |             |           |
| Portugal                                            | – | England     | 4:1 (0:1) |
| Mittwoch, 18. Juni 2025 um 17:00 Uhr in Rzeszów     |   |             |           |
| Niederlande                                         | – | Spanien     | 1:0 (1:0) |
| Samstag, 21. Juni 2025 um 19:00 Uhr in Mielec       |   |             |           |
| Niederlande                                         | – | Portugal    | 0:2 (0:0) |
| Samstag, 21. Juni 2025 um 19:00 Uhr in Stalowa Wola |   |             |           |
| Spanien                                             | – | England     | 1:0 (0:0) |

#### Play-off-Spiel
Ein Play-off-Spiel der beiden Gruppendritten zur FIFA U-20-Frauen-Weltmeisterschaft 2026 war nicht erforderlich, da Polen in seiner Gruppe den dritten Platz belegt und somit der Tabellendritte der Gruppe B qualifiziert ist.

### Finalrunde

#### Halbfinale
|                                                      |   |          |                      |
| Dienstag, 24. Juni 2025 um 20:00 Uhr in Stalowa Wola |   |          |                      |
| Frankreich                                           | – | Portugal | 4:3 n. V. (2:2, 2:1) |
| Dienstag, 24. Juni 2025 um 17:00 Uhr in Mielec       |   |          |                      |
| Spanien                                              | – | Italien  | 2:0 n. V.            |

#### Finale
| Frankreich                                                                        | Frankreich | Spanien | Spanien |
| --------------------------------------------------------------------------------- | --- | --- | ------- |
| Frankreich                                                                        | \| Freitag, 27. Juni 2025 um 20:00 Uhr in Rzeszów (Stadion Miejski Stal w Rzeszowie) \| \| Ergebnis: 0:4 (0:2) \| \| Zuschauer: 1.198 \| \| Schiedsrichterin: Fabienne Michel ( Deutschland) \| \| Spielbericht \| | \| Freitag, 27. Juni 2025 um 20:00 Uhr in Rzeszów (Stadion Miejski Stal w Rzeszowie) \| \| Ergebnis: 0:4 (0:2) \| \| Zuschauer: 1.198 \| \| Schiedsrichterin: Fabienne Michel ( Deutschland) \| \| Spielbericht \|                                                                                               | Spanien |
| Frankreich                                                                        | Alyssa Fernandes – Céleste Delcroix (70. Célia Delaby), Aude Bizet, Wassa Sangaré, Kenza Roche-Dufour – Mélinda Mendy (71. Célia Chabod), Julie Swierot, Maeline Mendy (90.+3' Landryna Lushimba Bilombi) – Ornella Graziani (46. Justine Rouquet), Liana Joseph, Chancelle Effa Effa (46. Naolia Traoré) Cheftrainer: Philippe Joly | Laia López – Noemí Bejarano, Aïcha Camara, Amaya García, Aiara Agirrezabala – Clara Serrajordi (90.+2' Daniela Arques), Irune Dorado, Cristina Librán (90.+3' Emma Gálvez) – Daniela Agote (90.+3' Celia Segura), Marisa García (70. Alba Cerrato), Paula Comendador (83. Emma Moreno) Cheftrainer: Javier Lerga | Spanien |
| Frankreich                                                                        | 0:1 Libran (23.) 0:2 Agote (35.) 0:3 Serrajordi (69.) 0:4 Bejarano (87.) | | Spanien |
| Frankreich                                                                        | Maeline Mendy (41.), Joseph (59.), Rouquet (84.), Sangaré (90.+2') | Serrajordi (73.), Lerga (77., Trainer) | Spanien |
| Freitag, 27. Juni 2025 um 20:00 Uhr in Rzeszów (Stadion Miejski Stal w Rzeszowie) | | |         |
| Ergebnis: 0:4 (0:2)                                                               | | |         |
| Zuschauer: 1.198                                                                  | | |         |
| Schiedsrichterin: Fabienne Michel ( Deutschland)                                  | | |         |
| Spielbericht                                                                      | | |         |

## Beste Torschützinnen
| Rang | Spielerin            | Tore |
| ---- | -------------------- | ---- |
| 1    | Liana Joseph         | 4    |
| 2    | Daniela Agote        | 3    |
|      | Weronika Araśniewicz | 3    |
|      | Marta Gago           | 3    |
|      | Ornella Graziani     | 3    |
|      | Maeline Mendy        | 3    |
| 7    | Julia Gutowska       | 2    |
|      | Cris Librán          | 2    |
|      | Carolina Santiago    | 2    |
|      | Zoë Zuidberg         | 2    |

Hinzu kommen 18 Spielerinnen mit je einem Tor und zwei Eigentore.

## Schiedsrichterinnen
Hauptschiedsrichterinnen:
- Merima Čelik
- Kristina Georgiewa
- Fabienne Michel
- Lotta Vuorio
- Rasa Grigonė
- Emilie Rodahl Torkelsen

Schiedsrichterassistentinnen:
- Aida Jusufović
- Jasmin Matysiak
- Laura Koskinen
- Zoi Papadopoulou
- Dinara Idrissova
- Gerda Brežneva
- Line Catherine Nymoen
- Nikolett Bizderi

Vierte Offizielle:
- Anna Adamska
- Maria Eugenia Gil Soriano

## Qualifizierte Mannschaften für die U-20-WM der Frauen 2026
Polen ist als Gastgeber der U-20-Fußball-Weltmeisterschaft der Frauen 2026 bereits qualifiziert. Neben Polen qualifizieren sich die ersten fünf der Europameisterschaft.
| Nation     | Teil- nahme | Letzte Teilnahme | Beste Platzierung(en) |
| ---------- | ----------- | ---------------- | --------------------- |
| Polen      | –           | –                | –                     |
| Frankreich | 2002        | 2022             | 2. (2016)             |
| Italien    | 2004        | 2012             | 11. (2004)            |
| Spanien    | 2004        | 2024             | 1. (2022)             |
| Portugal   | –           | –                | –                     |
| England    | 2002        | 2018             | 3. (2018)             |